# Saint-Abraham
Saint-Abraham (tiếng Breton: Sant-Abran) là một xã ở tỉnh Morbihan trong vùng Bretagne tây bắc Pháp. Xã này có diện tích 6,72 km², dân số năm 1999 là 456 người. Khu vực này có độ cao từ 15-87 mét trên mực nước biển.